# Copa Presidente 1999-2000
La Copa Presidente 1999-2000 fue la primera edición del torneo Copa Presidente. Sus resultados son poco conocidos, ya que solo se tienen registros de las semifinales y la final. 

## Fase eliminatoria

### Equipos calificados
Los nueve ganadores de grupo y los tres mejores segundos clasificados de la fase de grupos se clasifican para la fase final.
| Equipo              | Calificación                    | Equipo divisional | Zona            |
| Atlético Balboa     | Ganador del grupo               | Liga de Ascenso   | Zona Oriental   |
| Mar y Plata         | Ganador del grupo               | Equipo divisional | Zona Oriental   |
| CD Dragón           | Ganador del grupo               | Equipo divisional | Zona Oriental   |
| CD Luis Ángel Firpo | Ganador del grupo               | Liga Mayor        | Zona Central    |
| San Luis            | Ganador del grupo               | Equipo divisional | Zona Central    |
| Atlético Marte      | Ganador del grupo               | Equipo divisional | Zona Central    |
| ADET                | Ganador del grupo               | Equipo divisional | Zona Occidental |
| CD FAS              | Ganador del grupo               | Liga Mayor        | Zona Occidental |
| AD Isidro Metapán   | Ganador del grupo               | Equipo divisional | Zona Occidental |
| CD Águila           | Mejor equipo en segundo lugar   | Liga Mayor        | Zona Oriental   |
| CD Chalatenango     | Mejor equipo en segundo lugar   | Equipo divisional | Zona Central    |
| Once Lobos          | Mejor ganador del segundo lugar | Equipo divisional | Zona Occidental |
| ------------------- | ------------------------------- | ----------------- | --------------- |

## Equipos semifinalistas
Los tres ganadores de grupo y el mejor segundo clasificado de la fase de grupos de cuartos de final se clasifican para la semifinal.
| Equipo              | Calificación                  | Equipo divisional | Zona            |
| CD Luis Ángel Firpo | Ganador del grupo             | Liga Mayor        | Zona Central    |
| CD FAS              | Ganador del grupo             | Liga Mayor        | Zona Occidental |
| Atlético Balboa     | Ganador del grupo             | Liga de Ascenso   | Zona Oriental   |
| CD Águila           | Mejor equipo en segundo lugar | Liga Mayor        | Zona Oriental   |
| ------------------- | ----------------------------- | ----------------- | --------------- |

## Semifinales y Final Nacional
|  | Semifinales                                          | Semifinales                                          | Semifinales                                          | Semifinales                                          | Semifinales                                          |   |                       | Final                 | Final               | Final               |  |
|  | 10 de mayo de 2000 (ida) 17 de mayo de 2000 (vuelta) | 10 de mayo de 2000 (ida) 17 de mayo de 2000 (vuelta) | 10 de mayo de 2000 (ida) 17 de mayo de 2000 (vuelta) | 10 de mayo de 2000 (ida) 17 de mayo de 2000 (vuelta) | 10 de mayo de 2000 (ida) 17 de mayo de 2000 (vuelta) |   |                       | 11 de junio de 2000   | 11 de junio de 2000 | 11 de junio de 2000 |  |
|  |                                                      |                                                      |                                                      |                                                      |                                                      |   |                       |                       |                     |                     |  |
|  |                                                      |                                                      |                                                      |                                                      |                                                      |   |                       |                       |                     |                     |  |
|  | Club Deportivo Águila                                | Club Deportivo Águila                                | 1                                                    | -                                                    | 1                                                    |   |                       |                       |                     |                     |  |
|  | Club Deportivo Águila                                | Club Deportivo Águila                                | 1                                                    | -                                                    | 1                                                    |   |                       |                       |                     |                     |  |
|  | Club Deportivo FAS                                   | Club Deportivo FAS                                   | 0                                                    | -                                                    | 0                                                    |   |                       |                       |                     |                     |  |
|  | Club Deportivo FAS                                   | Club Deportivo FAS                                   | 0                                                    | -                                                    | 0                                                    |   | Club Deportivo Águila | Club Deportivo Águila | 3                   |                     |  |
|  |                                                      |                                                      |                                                      |                                                      |                                                      |   | Club Deportivo Águila | Club Deportivo Águila | 3                   |                     |  |
|  |                                                      |                                                      | Club Deportivo Luis Ángel Firpo                      | Club Deportivo Luis Ángel Firpo                      | 2                                                    |   |                       |                       |                     |                     |  |
|  | Club Deportivo Luis Ángel Firpo                      | Club Deportivo Luis Ángel Firpo                      | Club Deportivo Luis Ángel Firpo                      | Club Deportivo Luis Ángel Firpo                      | 2                                                    | 1 | 2                     | 3                     |                     |                     |  |
|  | Club Deportivo Luis Ángel Firpo                      | Club Deportivo Luis Ángel Firpo                      |                                                      |                                                      |                                                      | 1 | 2                     | 3                     |                     |                     |  |
|  | Atlético Balboa                                      | Atlético Balboa                                      | 1                                                    | 1                                                    | 2                                                    |   |                       |                       |                     |                     |  |
|  | Atlético Balboa                                      | Atlético Balboa                                      | 1                                                    | 1                                                    | 2                                                    |   |                       |                       |                     |                     |  |
|  |                                                      |                                                      |                                                      |                                                      |                                                      |   |                       |                       |                     |                     |  |

## Final
| 11 de junio de 2000 | Club Deportivo Águila                                     | 3 - 2 | Luis Ángel Firpo                            | Estadio Mágico Gonzales, San Salvador |  |
|                     | - 26' Adrián Mahía - 44' Paul Cominges - 71' Adrián Mahía |       | - 60' Celio Rodríguez - 87' Celio Rodríguez |                                       |  |

| Campeón de la Copa Presidente 1999-2000 |
| --------------------------------------- |
|                                         |
| Águila                                  |
| 1° Título                               |